# Satellite Award du meilleur film en langue étrangère
Cette page contient des caractères spéciaux ou non latins. S’ils s’affichent mal (▯, ?, etc.), consultez la page d’aide Unicode.
Le Satellite Award du meilleur film en langue étrangère (Satellite Award for Best Foreign Language Film) est une distinction cinématographique américaine décernée par The International Press Academy depuis 1997, récompensant les meilleurs films en langue étrangère, c'est-à-dire différente de l'anglais, de l'année.

## Palmarès
Note : les gagnants sont indiqués en gras.

### Années 1990
- 1997 : Breaking the Waves •  Danemark 
  - Azúcar amarga •  Cuba
  - La Cérémonie •  France
  - Kolja •  République tchèque
  - Le Prisonnier du Caucase (Кавказский пленник) •  Russie
  - Ridicule •  France

- 1998 : Shall We Dance? (Shall We ダンス?) •  Japon
  - En chair et en os (Carne trémula) •  Espagne
  - Ma vie en rose •  France /  Belgique /  Royaume-Uni
  - Ponette •  France
  - La Promesse •  Belgique /  France /  Luxembourg

- 1999 : Central do Brasil •  Brésil
  - Festen •  Danemark
  - La vie est belle (La vita è bella) •  Italie
  - Bare skyer beveger stjernene •  Norvège
  - La Séparation •  France

### Années 2000
- 2000 : (ex æquo)
  - Tout sur ma mère •  Espagne
  - Three Seasons (Ba mua) •  Viêt Nam /  États-Unis
    - L'Empereur et l'Assassin (荊柯刺秦王) •  France /  Japon /  Chine
    - Le Roi des masques (变脸) •  Chine /  Hong Kong
    - Le Violon rouge •  Canada /  Italie /  Royaume-Uni
    - Cours, Lola, cours (Lola rennt) •  Allemagne

- 2001 : Tigre et Dragon (卧虎藏龙) •  Chine /  Hong Kong /  Taïwan /  États-Unis 
  - Goya (Goya en Burdeos) •  Italie /  Espagne
  - His Wife's Diary (Дневник его жены) •  Russie
  - Malèna •  Italie /  États-Unis
  - La Terroriste (த டெரரிஸ்ட்) •  Inde
  - Shower (洗澡) •  Chine

- 2002 : No Man's Land •  Belgique /  Bosnie-Herzégovine /  France /  Italie /  Slovénie /  Royaume-Uni
  - Le Fabuleux Destin d'Amélie Poulain •  France /  Allemagne
  - Beijing Bicycle (十七岁的单车) •  Chine /  France /  Taïwan
  - La Vierge des tueurs (La Virgen de los sicarios) •  Colombie /  France /  Espagne
  - La Princesse et le Guerrier (Der Krieger und die Kaiserin) •  Allemagne
  - Le Secret de Baran (باران) •  Iran

- 2003 : Parle avec elle (Hable con ella) •  Espagne
  - All or Nothing •  Royaume-Uni
  - Bloody Sunday •  Irlande /  Royaume-Uni
  - Alla älskar Alice •  Suède
  - Le Mariage des moussons (Monsoon Wedding) •  Inde
  - Rain •  Nouvelle-Zélande
  - Lucia et le Sexe (Lucía y el sexo) •  France /  Espagne

- 2004 : La Cité de Dieu (Cidade de Deus) •  Brésil
  - Les invasions barbares •  Canada
  - Gloomy Sunday (Ein Lied von Liebe und Tod) •  Allemagne
  - Monsieur Ibrahim et les fleurs du Coran •  France
  - Osama (أسامة) •  Afghanistan /  Iran
  - Printemps, été, automne, hiver… et printemps (봄 여름 가을 겨울 그리고 봄) •  Allemagne /  Corée du Sud

- 2005 (janvier) : Mar adentro •  Espagne
  - La Mauvaise Éducation (La mala educación) •  Espagne
  - À corps perdus (Non ti muovere) •  Italie
  - Le Secret des poignards volants (十面埋伏) •  Chine
  - Carnets de voyage (Diarios de motocicleta) •  Argentine
  - Un long dimanche de fiançailles •  France

- 2005 (décembre) : Une autre mère (Äideistä parhain) •  Finlande /  Suède
  - 2046 •  Chine /  France /  Allemagne /  Hong Kong
  - Innocent voices (Voces inocentes) •  Mexique /  Porto Rico /  États-Unis
  - Lila dit ça •  France /  Royaume-Uni
  - Les tortues volent aussi (لاک پشت ها هم پرواز می کنند) •  France /  Iran /  Irak
  - Tu marcheras sur l'eau (ללכת על המים) •  Israël /  Suède

- 2006 : Volver •  Espagne
  - Apocalypto •  États-Unis
  - Les Temps qui changent •  France
  - La Vie des autres (Das Leben der Anderen) •  Allemagne
  - La Fiancée syrienne (The Syrian Bride) •  France /  Allemagne /  Israël
  - Water (वाटर) •  Canada

- 2007 : Lust, Caution (色，戒) •  Chine /  Taïwan /  États-Unis
  - 4 mois, 3 semaines, 2 jours (4 luni, 3 saptamani si 2 zile) •  Roumanie
  - La Môme •  France
  - Hors jeu (Offside) (آفساید) •  Iran
  - L'Orphelinat (El orfanato) •  Espagne
  - 10 canoës, 150 lances et 3 épouses (Ten Canoes) •  Australie

- 2008 : Gomorra •  Italie
  - Caramel •  France /  Liban
  - Entre les murs •  France
  - Morse (Låt den rätte komma in) •  Suède
  - Reprise •  Norvège
  - Padre Nuestro •  Argentine

- 2009 : (ex æquo)
  - La Nana •  Chili
  - Étreintes brisées (Los abrazos rotos)  •  Espagne
    - J'ai tué ma mère •  Canada
    - Les Trois Royaumes (赤壁) •  Chine
    - Le Ruban blanc (Das weiße Band) •  Allemagne
    - Winter in Wartime (Oorlogswinter) •  Pays-Bas

### Années 2010
- 2010 : Millénium (Män som hatar kvinnor) •  Suède
  - Biutiful •  Mexique/ Espagne
  - Amore (Io sono l'Amore) •  Italie
  - Mother (마더) •  Corée du Sud
  - Hors-la-loi •  Algérie/ France
  - Soul Kitchen •  Allemagne
  - White Material •  France

- 2011[1] : Mystères de Lisbonne (Mistérios de Lisboa) •  Portugal
  - 13 Assassins (十三人の刺客) •  Japon/ Royaume-Uni
  - Faust (Фа́уст) •  Russie
  - Les Acacias (Las Acacias) •  Argentine
  - Le Gamin au vélo •  Belgique
  - Le Havre •  Allemagne/ Finlande/ France
  - Miss Bala •  Mexique
  - Nannerl, la sœur de Mozart •  France
  - Le Cheval de Turin (A Torinói ló) •  Hongrie

- 2012[2] : (ex æquo)
  - Intouchables •  France
  - Pieta •  Corée du Sud
    - Royal Affair (En kongelig affære) •  Danemark
    - À perdre la raison •  Belgique
    - Amour •  Autriche /  France
    - Au-delà des collines (Dupa dealuri) •  Roumanie
    - César doit mourir (Cesare deve morire) •  Italie
    - Kon-Tiki •  Norvège
    - Rebelle •  Canada

- 2014 : Alabama Monroe (The Broken Circle Breakdown)  Belgique
  - Bethlehem (בית לחם)  Israël
  - La Chasse (Jagten)  Danemark
  - Circles (Кругови, Krugovi)  Serbie
  - Four Corners  Afrique du Sud
  - La grande bellezza  Italie
  - Metro Manila  Royaume-Uni
  - Le Passé  Iran
  - La Vie d'Adèle  France  Belgique  Espagne
  - Wadjda (وجدة)  Arabie saoudite

- 2015 : Tangerines (Mandariinid / მანდარინები)  Estonie  Géorgie
  - Deux jours, une nuit  Belgique
  - Gett, le procès de Viviane Amsalem (גט - המשפט של ויויאן אמסלם)  Israël
  - Ida  Pologne
  - Léviathan (Левиафан)  Russie
  - Little England (Μικρά Αγγλία)  Grèce
  - Mommy  Canada
  - Les Nouveaux Sauvages (Relatos salvajes)  Argentine
  - Snow Therapy (Turist)  Suède
  - Timbuktu  Mauritanie

- 2016 : Le Fils de Saul (Saul fia)  Hongrie
  - The Assassin (聶隱娘)  Taïwan
  - Goodnight Mommy (Ich seh Ich seh)  Autriche
  - Le Labyrinthe du silence (Im Labyrinth des Schweigens)  Allemagne
  - Mustang  France
  - Sado (사도)  Corée du Sud
  - Soleil de plomb (Zvizdan)  Croatie
  - Le Tout Nouveau Testament  Belgique
  - Un pigeon perché sur une branche philosophait sur l'existence (En duva satt på en gren och funderade på tillvaron)  Suède
  - Une seconde mère (Que Horas Ela Volta?)  Brésil

- 2017 : Le Client (persan : فروشنده, Forushande) -  Iran
  - Les Ardennes (D'Ardennen) -  Belgique
  - Elle -  France
  - Mademoiselle ([아가씨) -  Corée du Sud
  - Olli Mäki -  Finlande
  - Julieta -  Espagne
  - Mr. Ove (En man som heter Ove) -  Suède
  - Ma' Rosa -  Philippines
  - Paradis (Рай) -  Russie
  - Toni Erdmann -  Allemagne

- 2018 : In the Fade (Aus dem Nichts) -  Allemagne
  - 120 battements par minute -  France
  - L'Ordre divin (Die göttliche Ordnung) -  Suisse
  - D'abord, ils ont tué mon père (មុនដំបូងខ្មែរក្រហមសម្លាប់ប៉ារបស់ខ្ញុំ Moun dambaung Khmer Krahm samleab ba robsa khnhom) -  Cambodge
  - Foxtrot -  Israël
  - Faute d'amour (Нелюбовь) -  Russie
  - The Square -  Suède
  - White Sun (Seto Surya) -  Népal

- 2019 : Roma (Mexique)
  - The Cakemaker (Israel)
  - Cold War (Pologne)
  - The Guilty (Danemark)
  - I Am Not a Witch (Royaume-Uni)
  - Shoplifters (Japon)

### Années 2020
- 2020 :  Tõde ja õigus -  Estonie
  - Atlantique -  Sénégal
  - Une grande fille (Дылда ) -  Russie
  - Les Misérables -  France
  - Douleur et Gloire -  Espagne
  - The Painted Bird -  République tchèque
  - Parasite -  Corée du Sud
  - Portrait de la jeune fille en feu -  France

- 2021 : La Llorona -  Guatemala
  - Drunk (Druk) -  Danemark
  - Atlantis -  Ukraine
  - Je ne suis plus là (Ya no estoy aqui) -  Mexique
  - Jallikattu (en) -  Inde
  - My Little Sister (Schwesterlein) -  Suisse
  - A Sun (Yáng guāng pǔ zhào) -  Taïwan
  - Tove -  Finlande
  - Deux -  France

- 2022 : Drive My Car ( Japon)
  - Compartiment n° 6 ( Finlande)
  - Flee ( Danemark)
  - El buen patrón ( Espagne)
  - La Main de Dieu ( Italie)
  - A Hero ( Iran)
  - Prayers for the Stolen ( Mexique)
  - Titane ( France)
  - Julie (en 12 chapitres) ( Norvège)

- 2023 : Argentina, 1985 -  Argentine (en espagnol)
  - Bardo -  Mexique (en espagnol)
  - Close -  Belgique (en français)
  - Corsage -  Autriche (en allemand)
  - Decision to Leave -  Corée du Sud (en coréen)
  - Holy Spider (Les Nuits de Mashhad) -  Danemark (en persan)
  - The Quiet Girl -  Irlande (en gaélique)
  - War Sailor -  Norvège (en norvégien)

- 2024 : La Zone d'intérêt (The Zone of Interest) ( Royaume-Uni)
  - Anatomie d'une chute ( France)
  - Blaga's Lessons ( Bulgarie)
  - Les Feuilles mortes ( Finlande)
  - Moi, capitaine ( Italie)
  - Le Cercle des neiges ( Espagne)
  - La Salle des profs ( Allemagne)

- 2025 : Radio Prague, les ondes de la révolte (Vlny)  République tchèque
  - La Jeune Femme à l'aiguille (Pigen med nålen) -  Pologne  Suède  Danemark
  - Je suis toujours là (Ainda Estou Aqui)  Brésil
  - Reinas  Pérou  Suisse)
  - Les Graines du figuier sauvage (The Seed of the Sacred Fig)  États-Unis  Allemagne
  - The Wait  Espagne